# Gazonbreeksteeltje
Het gazonbreeksteeltje (Conocybe ambigua) is een schimmel behorend tot de familie Bolbitiaceae. Hij is bekend van van:
- verschralend weiland op matig vochtig, lemig zand
- zwaardere gronden
- grazige bos- en wegranden en open graslanden op verstoorde grond
- vochtige ooibossen langs rivieren.

## Kenmerken

### Uiterlijke kenmerken
Hoed
De hoed is bij vochtige omstandigheden oranjebruine, diep gestreept. 
Steel
De steel is slank en donzig behaard. De voet is meestal wat dikker en in de bodem verankert.

### Microscopsiche kenmerken
De basidia zijn 2-sporig. De sporen zijn duidelijk citroen- tot bootvormig met een matig dikke wand, lichtgeel, geel, bruinachtig geel in KOH en meten 10,5-15,5 x 5,5-7,5 µm.De steel aan de top overwegend met lecythiforme elementen, die naar het midden van de steel zeldzamer worden.

## Verspreiding
In Nederland komt het gazonbreeksteeltje zeldzaam voor. Het staat op de rode lijst in de categorie 'kwetsbaar'.